# Amerikansk simrall
Amerikansk simrall (Heliornis fulica) är en liten vattenlevande rallfågel. som förekommer i tropiska och subtropiska Amerika, från nordöstra Mexiko till centrala Ecuador och södra Brasilien. Den placeras som enda idag förekommande art inom sitt släkte Heliornis i familjen Heliornithidae som bara omfattar två till arter som i sin tur placeras i var sitt släkte.
Den amerikanska simrallen har liknande simhud som doppingar och sothöns, som den använder för att ta sig fram i vattnet. Den är en skygg fågel, som föredrar överväxta långsamströmmande åar, floder och isolerade vattendrag, och simmar ibland delvis under vattnet likt ormhalsfåglar.
Amerikansk simrall är unik bland fåglarna då hanen under vingen har en "pung" som består av en hudflik och fjädrar som den bär ungen i, från det att den kläckts till att den kan simma själv. Internationella naturvårdsunionen (IUCN) kategoriserar arten som livskraftig.

## Systematik
Arten beskrevs första gången 1781 av den franske mångsysslaren Georges-Louis Leclerc de Buffon i hans verk Histoire Naturelle des Oiseaux utifrån ett specimen insamlat i Cayenne i Franska Guyana. En handkolorerad gravyr av detta specimen skapade också av François-Nicolas Martinet som publicerades i Planches Enluminées D'Histoire Naturelle, vilken medföljde Buffons bok. Varken illustrationen eller Buffons text innehöll något vetenskapligt namn, men 1783 myntade den holländska naturvetaren Pieter Boddaert det binomiala namnet Colymbus fulica.
Idag placeras amerikansk simrall som ensam art i släktet Heliornis, som beskrev 1791 av den franske naturvetaren Pierre Bonnaterre, med amerikansk simrall som typart. Släktnamnet kombinerar gammalgrekiskans hēlios, som betyder "sol", och ornis som betyder "fågel". Artepitetet fulica är latin och betyder "sothöna". No subspecies are recognised.

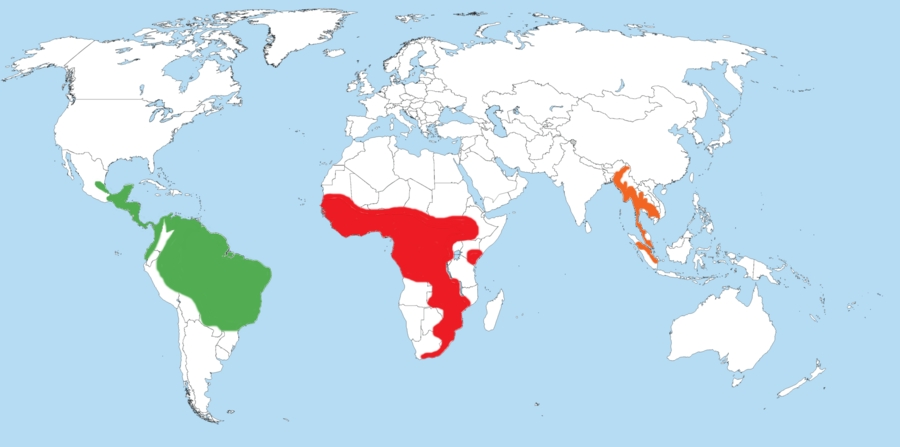
Utbredningen av familjen Heliornithidae, med amerikansk simrall i grönt.

Hur familjen Heliornithidae är besläktad med övriga grupper inom familjen Gruiformes är omdiskuterat. Vissa genetiska studier indikerar att familjen är systertaxa med tranorna i familjen Gruidae, medan andra indikerar att de istället är systertaxa med rallarna i familjen Rallidae. Ytterligare andra studier visar istället att de är mest närbesläktade med gruppen dunrallar, som tidigare behandlades som en grupp inom rallarna, men som idag placeras i familjen Sarothruridae. Sarothruridae, som i sin tur behandlas som systerklad till Rallidae.

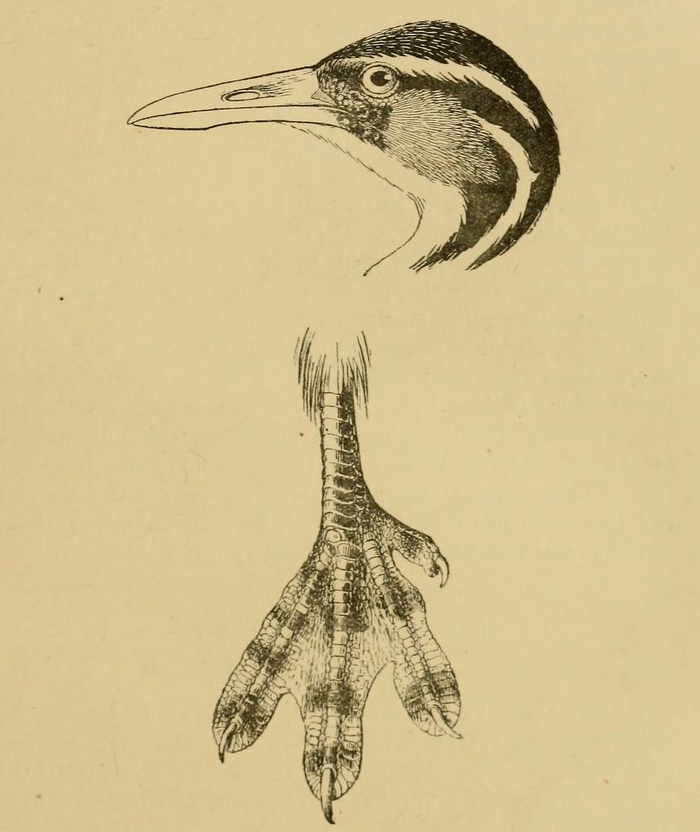
Illustration av huvud och den simhudsförsedda foten.

Den amerikanska simrallens närmsta släkting inom familjen är asiatisk simrall, vilket DNA-studier visar, vilket indikerar att simrallarna utvecklades i Afrika och att de därifrån spridit sig via Eurasien, över Berings sund, genom Nordamerika för att nå Sydamerika. Denna spridningsteori förklarar också varför det inte finns några simrallar i den australiska regionen, och hur simrallarna har kunnat kolonisera de kontinentala delarna av neotropikerna medan de saknas helt på de större öarna i Karibien.
Kunskapen om simrallens populationer är mycket liten och det är inte känt om utbredningsområde består av en enda stor population, eller en serie med genetiskt distinkta populationer, som därmed borde behandlas som underarter.

## Utseende och anatomi
Amerikansk simrall är en liten, smal fågel, som i snitt mäter ungefär 30 cm. Den har simhud runt tårna på samma sätt som sothönan, och den bara huden på fötter och ben är kraftigt bandad i gult och svart. Fjäderdräkten går främst i rödaktigt bruna toner, medan huvud och hals är kontrastrikt färgade, med svart hjässa, nacke och ögonstreck, vit- och svartstreckad hals, och vit strupe och ögonbrynsstreck. Den långa stjärten, som nästan utgör en tredjedel av kroppslängden, sticker ut tydligt när fågeln flyger medan den sprids ut i solfjädersform, ofta placerad precis under vattenytan, när fågeln simmar.
Honan är kraftigare tecknad än hanen, med en roströd fläck på kinden, som ljusnar och blir orangefärgad under häckningssäsongen. Under häckningssäsongen blir även orbitalringen tydligare och den undre näbbhalvan skiftar färg från djupröd till kraftigt scharlakansröd. Honan är något kortare än hanen, och har ett något mindre vingspann på i genomsnitt 13,77 cm, men är istället kraftigare byggd och är med sina 130-140 gram tyngre än hanen.

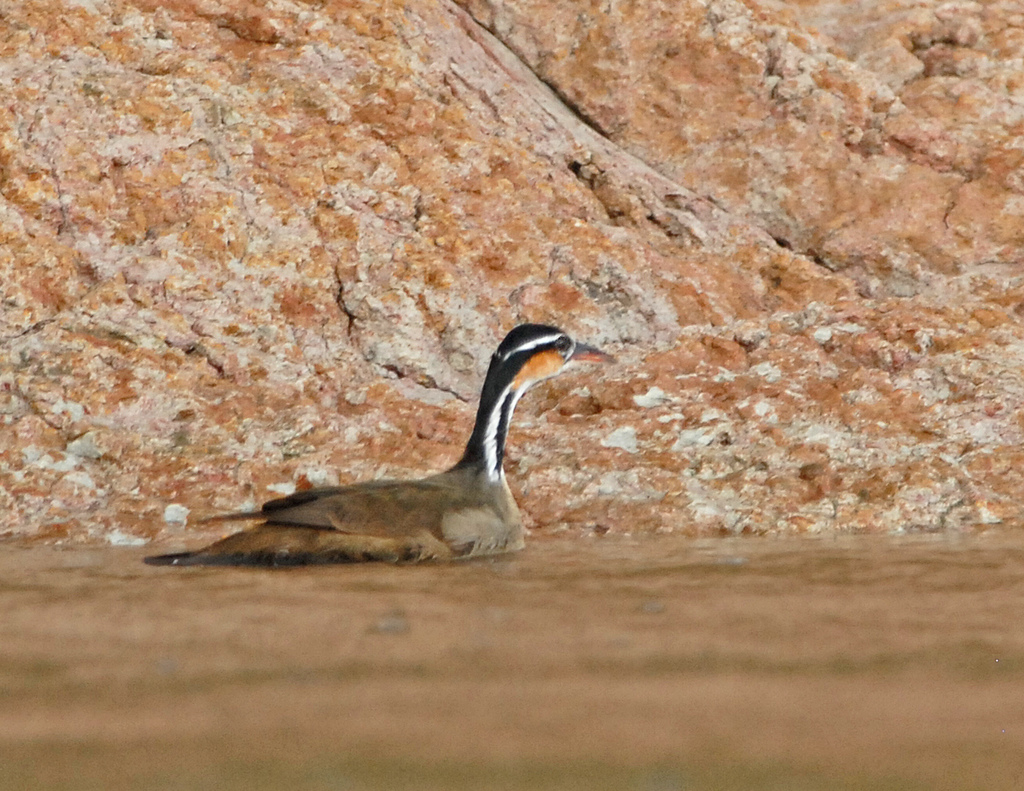
Adult hona i häckningsdräkt. Notera den orange fläcken på kinden och den scharlakansröda näbben.
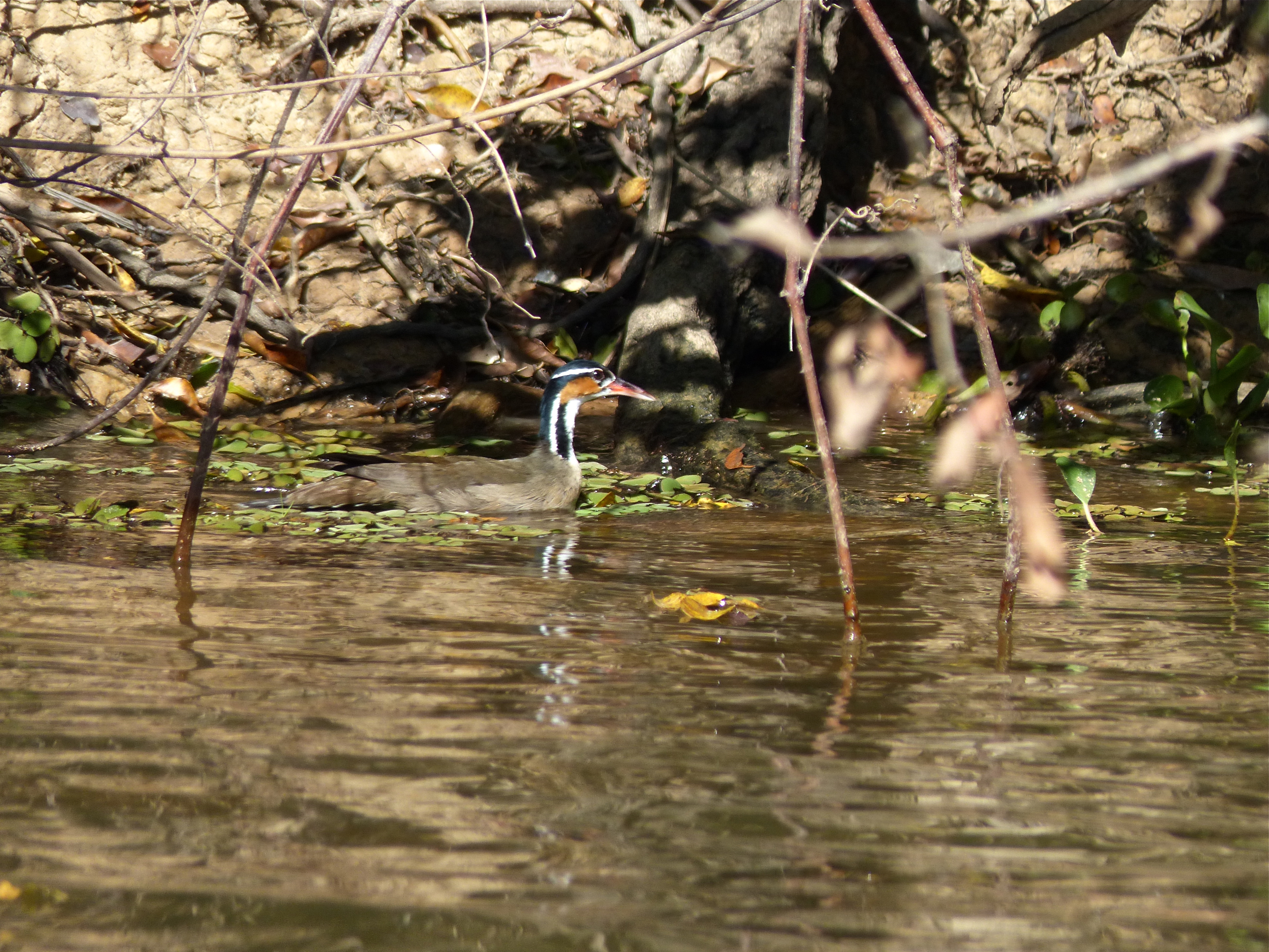
Adult hona i häckningsdräkt.
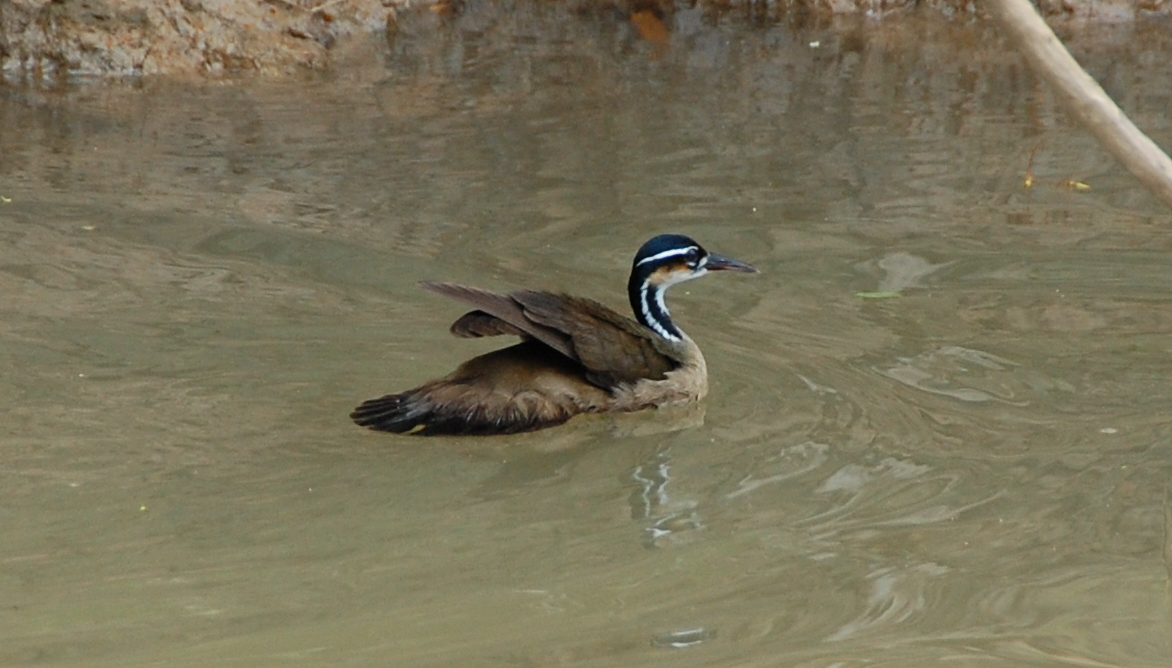
Adult hona.

Hanen har en liknande fjäderdräkt som honan, men är något mindre färgstark, och saknar framförallt den orangebruna fläcken på kinden, och även om den under näbbhalvan skiftar från ljusbeige till mörkröd under häckningssäsongen, så blir den inte så färgstark som honans. Hanen är något längre än honan och har ett vingspann på i genomsnitt 14.1 cm, men väger bara ungefär 110-140 gram.

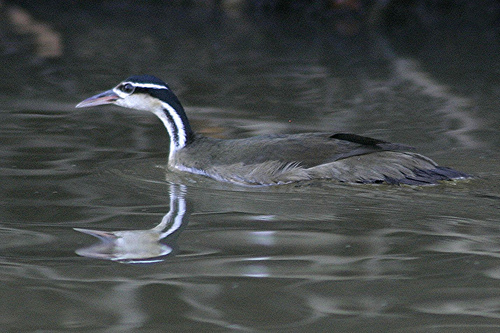
Adult hane i häckningsdräkt. Notera den något gråare fjäderdräkten, mörkröda undre näbbhalvan och avsaknaden av fläcken på kinden.
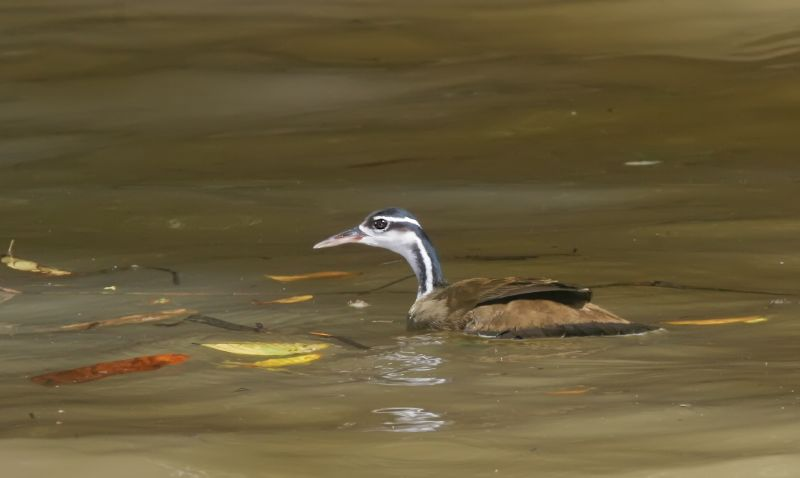
Adult hane utanför häckningssäsong. Notera den ljusbeige undre näbbhalvan.
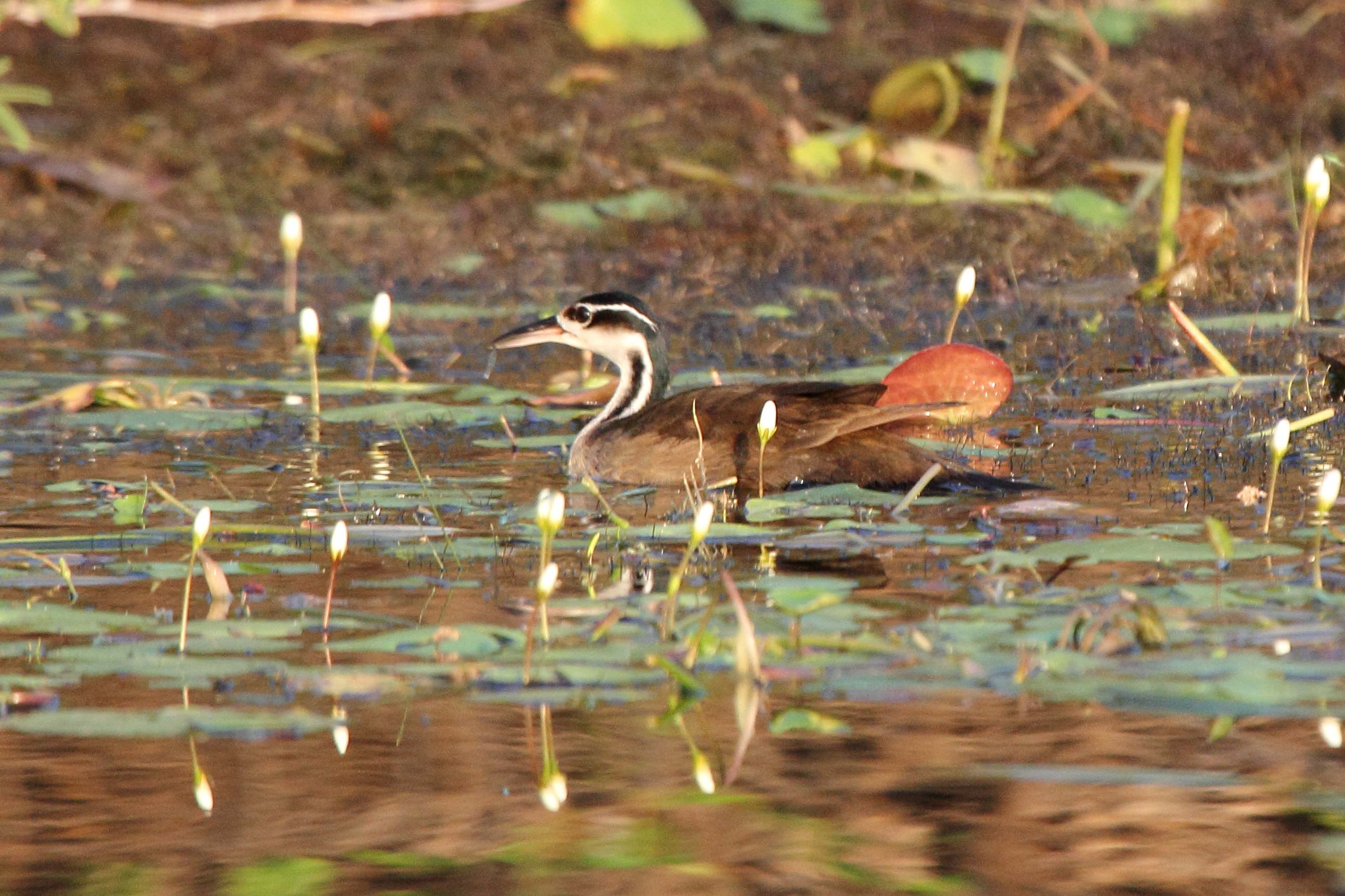
Adult hane.

Den juvenila fjäderdräkten påminner om den adulta hanens, men har ännu gråare kropp och mer vitt på kinden och halsen. Dunungarna är täckta av glest dun, som skapar en motskuggad kamouflering med skiffergrå ovansida och vit buk och strupe. Även näbben är skiffergrå men med ljusgul spets.

## Utbredning
Amerikansk simrall förekommer från nordöstra Mexiko och söderut, utmed Mexikanska golfen och kusten av Karibiska havet, genom Panama, där den förekommer i kanalzonen och i Tapón del Darién, och sedan vidare utmed Stillahavskusten till centrala Ecuador. Den förekommer också i Orinocobäckenet och Amazonområdet, Pantanal och i den brasilianska Atlantskogen. Förutom på Trinidad och Tobago, så förekommer den inte i merparten av de karibiska önationerna, och den verkar ha svårt att sprida sig över större havssträckor. Även om den har observerats på högre höjder, så föredrar arten vanligtvis lågland, och återfinns ofta från havsnivå upp till  ungefär 500 meter. Över hela sitt utbredningsområde är den en stannfågel.
Arten verkar expandera norrut i nordvästra Mexiko. Historiskt har den inte observerats längre norrut än centrala Veracruz, men sedan 1940-talet har den etablerat sig över hela Veracruz och in i San Luis Potosí, och expansionen fortsätter i norra Tamaulipas. En individ observerades den 13 november 2008 i nationalparken Bosque del Apache i New Mexico i USA, the first historical record of Sungrebes in the United States.

## Ekologi

### Habitat och häckning
Amerikansk simrall återfinns i kraftigt bevuxna våtmarksområden, främst sötvattenshabitat, gärna överväxta långsamströmmande åar och floder och isolerade sötvattendammar.
Den lever framförallt i par och förekommer oftast glest. De flyttar inte säsongsmässigt, förutom för att förfytta sig från ett uttorkande habitat till ett översvämmat område. Det är inte känt hur långt de juvenila individerna sprider sig efter att de blivit flygga, och det är inte heller känt om det ena könet bland syskon tenderar att sprida sig längre än det andra. Det kan dock noteras att de individer som återfunnits utanför sitt kända utbredningsområde tenderar att vara honor.
Den amerikanska simrallens häckningssäsong inleds i början av april, under den tidiga regnperioden, och häckningen är kopplad till regn och förhöjda nivåer då vattensystemen svämmar över vilket tillgängliggör den lågt hängande växtlighet som simrallen föredrar att placera sitt rede i. Honans kraftigt färgade fjäderdräkt och större kroppstyngd, tillsammans med det faktum att hanen är den som främst tar hand om ungarna, indikerar att även honan uppvaktar hanen, även om detta ännu inte har observerats. Både honan och hanen bygger boet, som typiskt består av grenar, vass och torkade blad. Boet är en löst sammansatt flytande plattform, som placeras där vattennivån är ungefär en meter.
Kullen består oftast av två till fyra ägg. De är runda, med en brungul till kanelbrun grundton, med oregelbundna mörka kanelfärgade, rödbruna och ljust rosa fläckar placerade ganska jämnt över hela ägget, men med mycket olika mängd fläckar från ägg till ägg. Äggen ruvas under mycket kort tid, bara 10–11 dagar. Båda föräldrarna delar på ruvningen, men hanarna ruvar inte lika mycket som honorna utan främst bara mitt på dagen. Till skillnad från de två närmaste släktingarna – afrikansk och asiatisk simrall – vars ungar sägs vara borymmare är den amerikanska simrallens ungar bostannare när de kläcks. De är blinda och försvarslösa med bara glest dun och både fötter och näbb är underutvecklade.
Snart efter kläckningen överför hanen ungarna till sina pungliknande hudflikar under vingarna. Där bär sedan hanen dem, matar dem och håller rent, tills de har utvecklats så mycket att de kan simma och födosöka. En tid efter detta fortsätter ungarna att följa fadern, och eventuellt även modern, och rider ofta på deras rygg. Det är inte klarlagt hur mycket modern deltar i skötseln av ungarna efter kläckning. Det finns inte heller någon information om hur gammal arten blir, ålder då den börjar häcka eller mortalitet bland ungfåglar.

#### Pungen

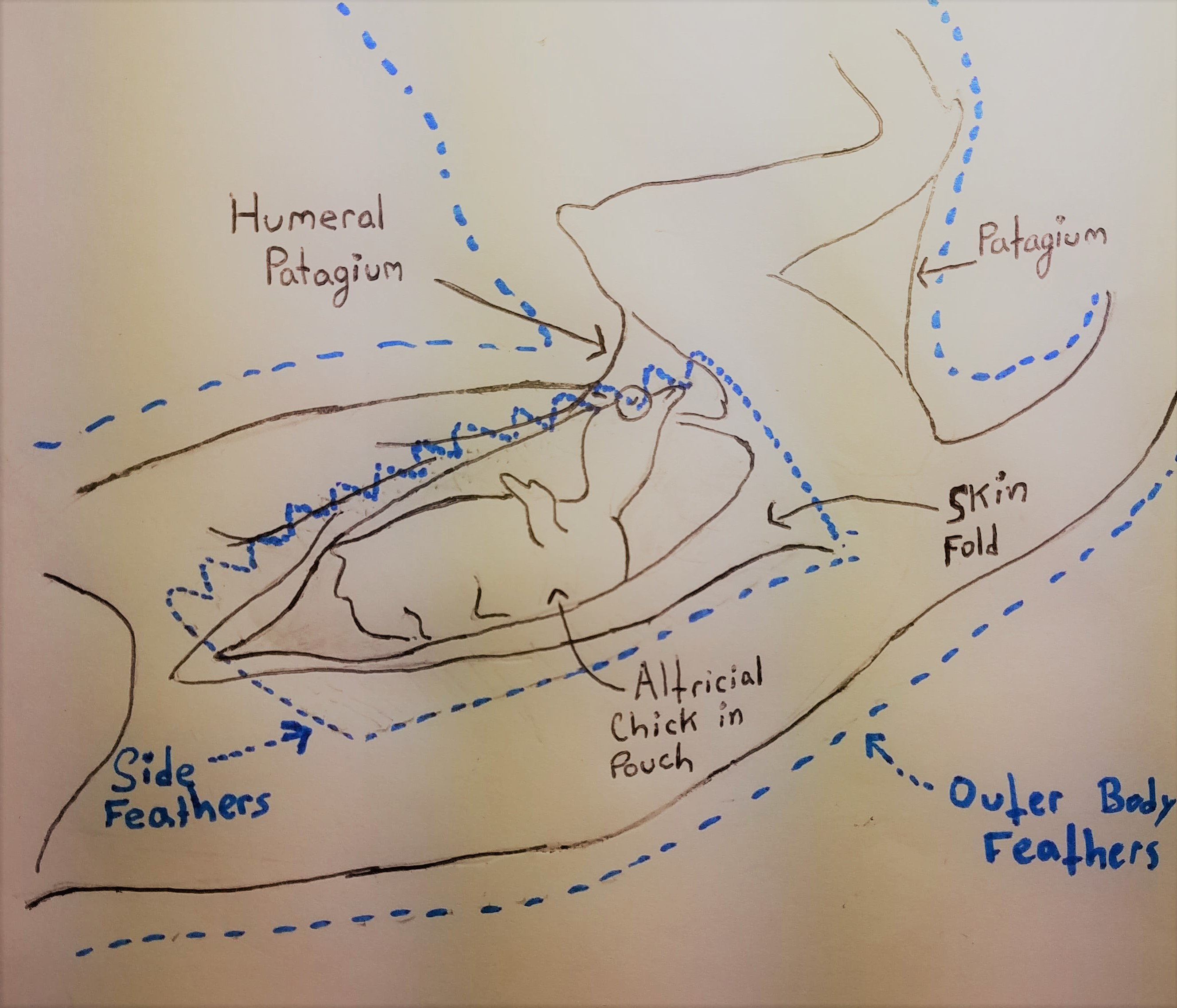
Illustration av dununge inuti pungen. De prickade strecken visar de befjädrade hudflikar som håller ungen inne i pungen.

Hanens pung är en grund, äggformad ficka som bildas av muskulära hudveck som sträcker sig utmed bröstsidan under vingen, och som förstärks av en "vägg" av långa, böjda fjädrar som växer uppåt och bakåt från den nedre delen av bröstet. Fjädrarna håller ungen på plats när fadern rör på sig - till och med när den dyker eller flyger. Fågeln verkar ha någon form av muskelkontroll över hudvecken, och kan öka eller minska blodflödet i vävnaden vilket gör den mer eller mindre styv. Varje ficka kan hålla en eller två ungar.
Det är okänt om de två andra arterna av simrallarna delar detta karaktärsdrag, då pungen inte finns kvar på skinnlagda specimen och är även svår att påvisa på ett färskt specimen om man inte vet exakt vad man ska leta efter.
Eftersom ingen annan fågelart har visat sig ha ett liknande karaktärsdrag är det svårt att utröna hur den har utvecklats. Dock uppvisar jassanor, en tropisk vadare som förekommer i samma biotop som simrallen, och vars hanar också sköter större delen av vården av ungarna, ett liknande beteende. Hanarna skyddar ofta sina ungar genom att bära dem under vingarna och hålla dem mot kroppen. Detta skulle även kunna ha varit ett beteende som förekom hos simrallens förfäder.

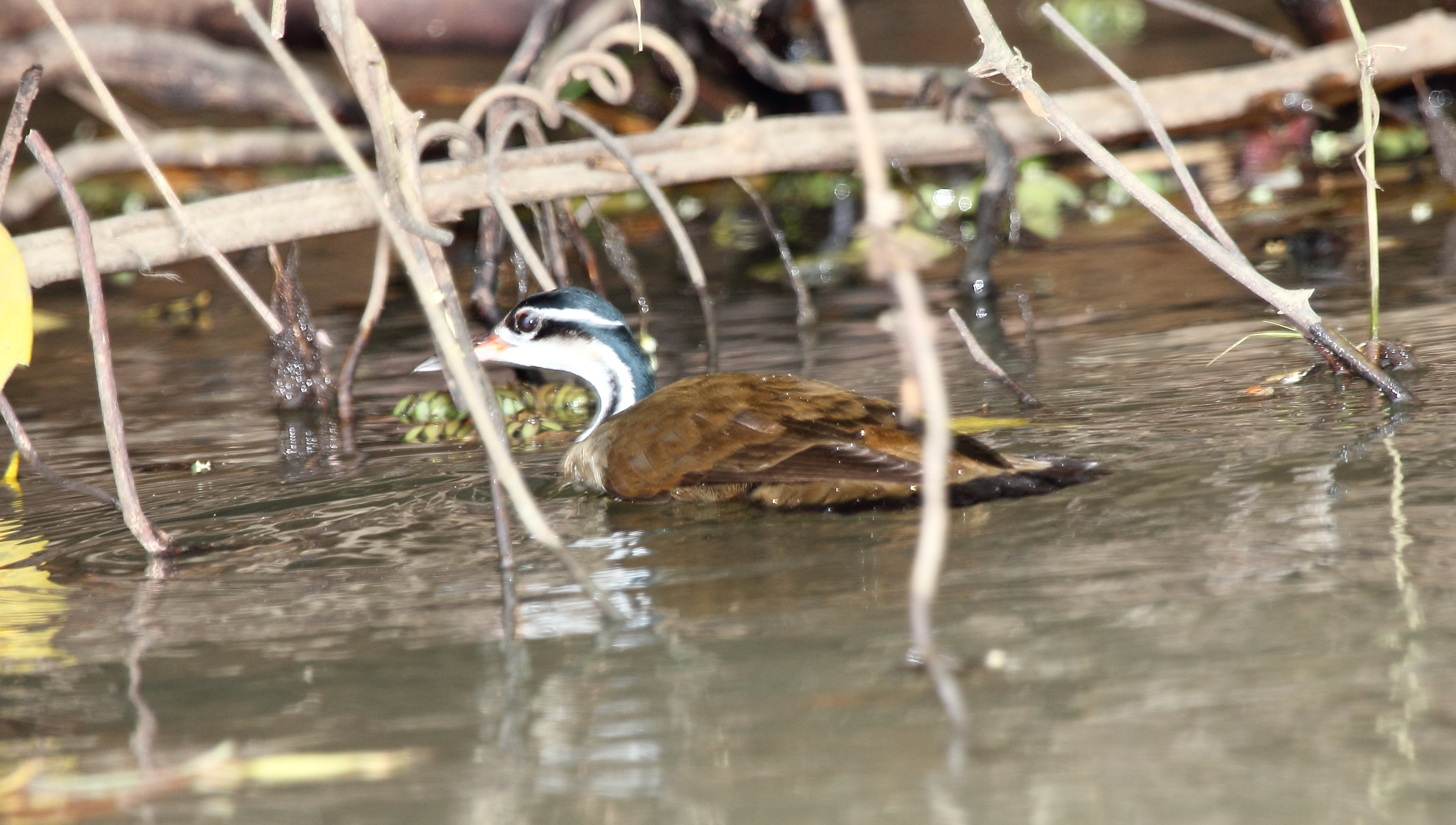
Födosökande amerikansk simrall i Nationalparken Tortuguero på Costa Rica.

### Föda
Den amerikanska simrallen lever främst av snäckor och en mängd olika land- och vattenlevande leddjur, men tar även av små fiskar, grodor och ödlor. De äter även visst växtmaterial, däribland frön och frukt. Födosöket sker främst precis under vattenytan, men de kan även göra kortare dyk efter fisk och grodor, eller göra utfall mot byten från lågt hängande grenar över vattnet.

## Status och hot
Baserat på att artens utbredningsområde är mycket stort och att populationen är stor bedömer Birdlife International (2020) att arten inte är hotad och kategoriserar den som livskraftig (LC), trots att den tros minska i antal. Den nordliga utbredningsexpansionen indikerar att statusen är korrekt. Dock är kunskapen om simrallens populationer mycket liten, inklusive typen av vilka riskfaktorerna för arten är, och om utbredningsområdet består av en enda stor population med låg risk eller en serie med genetiskt distinkta populationer med högre risker. Utöver detta är tropiska våtmarker attraktiva för jordbruksanvändning och vattenkraftprojekt vilket generellt är ett hot mot arter som lever där. Att den amerikanska simrallen föredrar överväxta habitat och undviker närhet till människan är en indikation på att arten kan ha problem att hantera den snabba urbanisering som sker i Latinamerika. Trots dessa hot verkar simrallen klara sig bättre än många besläktade arter, i andra delar av världen. Beståndet uppskattas till i storleksordningen en halv till fem miljoner vuxna individer.

## Fossil
Ett 14 miljoner år gammalt fossil av ett humerus-ben identiskt med Heliornis fulica återfanns i ett jordlager från mellersta miocen i formationen efter Pungofloden i North Carolina i USA. Detta är det äldsta kända simrallsfossil, och fyndet väckte frågor om eventuella oupptäckta sydamerikanska förfäder spred sig över Nordamerika långt före det så kallade stora amerikanska faunautbytet, eller om de istället kom över Berings sund och sedan flyttade till Sydamerika när Panamanäset bildades.